# 小趾対立筋
小趾対立筋（しょうしたいりつきん、Opponens digiti minimi pedis muscle）は人間の下肢の筋肉で第5中足骨を内側にひく作用を行う。
長足底靭帯と長腓骨筋腱鞘から起こり、第5中足骨で停止する。